# إيه تي أف دينغو
إيه تي أف دينغو هي مركبة مدرعة مضادة للكمائن والألغام ألمانية.
في 15 سبتمبر 2022، أعلنت وزيرة الدفاع الألمانية عن مخطط لتسليم أوكرانيا 50 مركبة من نوع دينجو في دفعة جديدة من المساعدات المقدمة لأوكرانيا لمساعدتها على التصدي للغزو الروسي.